# Kodo (Design)

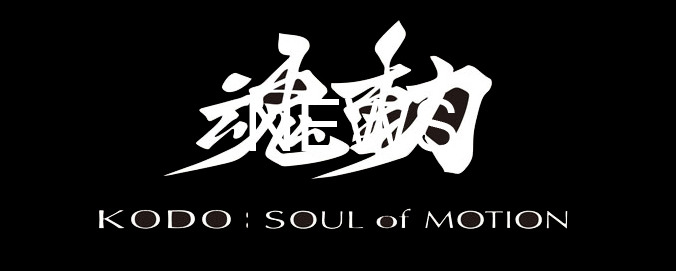
Das Kodo-Logo

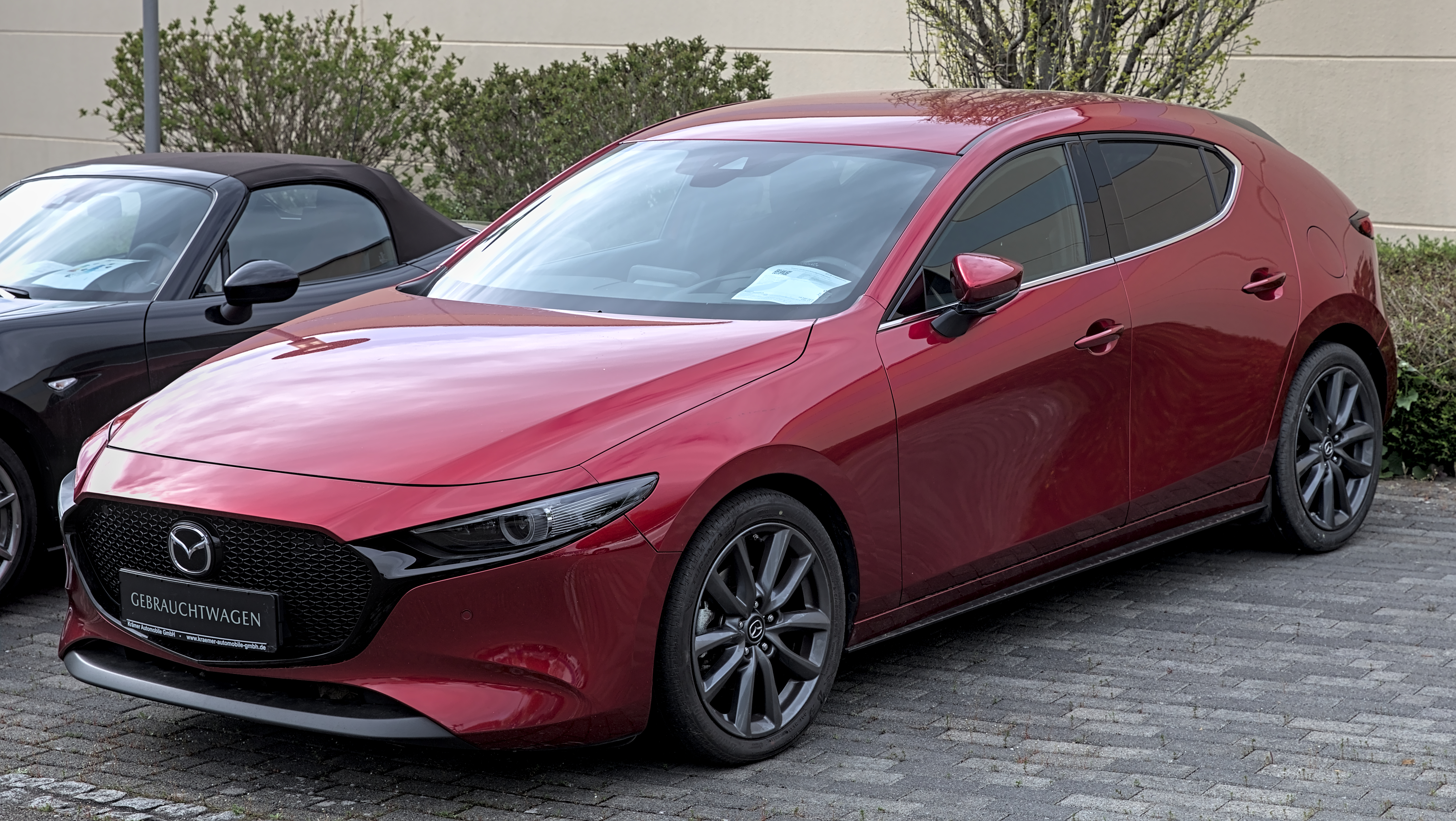
Der Mazda3 (seit 2019), eines der Fahrzeuge im Kodo-Design

Mit dem Begriff Kodo (von japanisch etwa: „Herzschlag“, Untertitel: Soul of Motion) wird das Design aktueller Modelle von Mazda bezeichnet. Das Design geht auf Ikuo Maeda zurück, der seit 2009 als Designvorstand bei Mazda tätig ist.

## Geschichte
Das Design wurde als Nachfolger des Nagare-Design eingeführt, das 2007 mit dem namensgebenden Mazda Nagare erstmals präsentiert und in der Folge unter anderem am Mazda Ryuga und dem Mazda Hakaze zum Einsatz kam. Mit dem 2010 erschienenen Konzeptfahrzeug Mazda Shinari wurde das Kodo-Design eingeführt.
Neben dem Shinari wurden auch die Konzeptfahrzeuge Mazda Minagi, Mazda Takeri, Mazda Hazumi, Mazda Koeru, Mazda RX-Vision, Mazda Vision Coupé und das 2017 erschienene Mazda Kai Concept im Kodo-Design gestaltet.
Die aktuellen Mazda-Modelle im Kodo-Design sind:
- Mazda2
- Mazda3
- Mazda6
- Mazda BT-50
- Mazda CX-3
- Mazda CX-4
- Mazda CX-30
- Mazda MX-30
- Mazda CX-5
- Mazda MX-5
- Mazda CX-60
- Mazda CX-8
- Mazda CX-9

## Beschreibung
Die Designsprache von Kodo ist laut Mazda von der „explosiven Bewegung von Tieren“ inspiriert und soll mit seinen Linien „äußere Schärfe vermitteln“. Als Vorbild und Inspirationsquelle dienten außerdem Raubtiere, die zum Sprung ansetzten.
Als zentrale Elemente von Kodo gelten dabei der Kühlergrill, dessen Linien sich seitwärts bis an die Flanken des Fahrzeugs ziehen, und die weit nach hinten versetzte Fahrgastzelle mit schräg stehenden A-Säulen. Zum typischen Design gehören zudem große Räder, eine breite Spur sowie ein langer Radstand mit kurzen Karosserieüberhängen. Auch die schmalen Scheinwerfer, die mit einer Art bösem Blick eine gewisse Schärfe darstellen sollen, gehören zur Charakteristik des Kodo-Designs.

## Auszeichnungen
Seit seiner Einführung 2010 wurde das Kodo-Design mit zahlreichen Auszeichnungen bedacht. So konnten beispielsweise der Mazda MX-5 in der RF-Variante mit Targadach und auch der Mazda2, der Mazda3, der Mazda6 und der Mazda CX-3 mehrmals den Red Dot Design Award in der Kategorie „Product Design/Automobile, Transport“ gewinnen.